# Reichsluftschutzbund
La Liga Nacional para la Protección del Aire (en alemán: Reichsluftschutzbund, abreviado, RLB) fue una organización en la Alemania nazi a cargo de las precauciones contra ataques aéreos en áreas residenciales y en pequeñas empresas.
El RLB sirvió con su estrecha red de guardias antiaéreos, además de la preparación práctica y psicológica para una guerra aérea, así como la orientación de la población para la autoprotección durante y después de los ataques aéreos, así como el control policial de la población.

## Propósito
La RLB fue organizada por Hermann Göring en 1933 como una asociación voluntaria. Las asociaciones de voluntarios de precaución antiaérea existentes se vieron obligadas a fusionarse con la RLB. En 1939, la RLB se convirtió en una Körperschaft des öffentlichen Rechts (organización no gubernamental cuasi autónoma), mientras que en 1944 se convirtió en una organización filial del Partido nacionalsocialista. La RLB fue disuelta por los poderes aliados después del final de la Segunda Guerra Mundial. Su sucesor en la República Federal de Alemania fue el Bundesverband für den Selbstschutz.
La RLB estaba a cargo de educar y capacitar a hombres y mujeres alemanes comunes en los procedimientos de defensa civil necesarios para el nivel básico de autoayuda local de la población civil contra los ataques aéreos. El nivel local se formó alrededor de guardias antiaéreos y operó en pequeños equipos de primera intervención. La capacitación incluía extinción de incendios, protección contra armas químicas, procedimientos de comunicación y preparación de casas y departamentos contra ataques aéreos.

## Organización

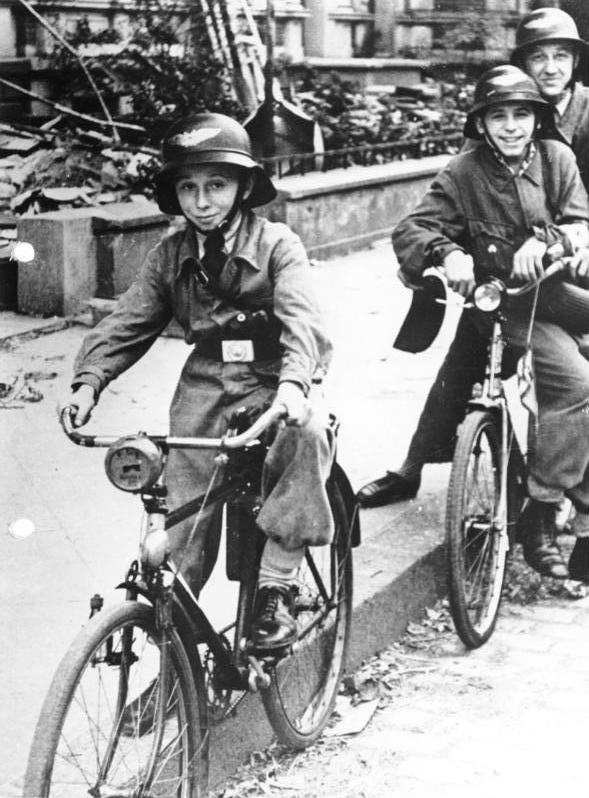
Niños que servían como mensajeros para la organización local de precaución contra ataques aéreos, con cascos de la RLB, 1939.

En 1939, la RLB tenía aproximadamente 15 millones de miembros, 820.000 funcionarios voluntarios (de los cuales 280.000 eran mujeres) y 75.000 unidades locales. La membresía se capacitó en 3.800 escuelas de defensa civil con 28.000 instructores.
- La RLB fue dirigida por un Präsidium, cuyo presidente, y vicepresidente y jefe de personal, eran oficiales en servicio activo de la Luftwaffe. El presidium era en sí mismo un departamento inmediatamente subordinado al Ministerio de Aviación.
- Al igual que cada Luftgaukommando (comando de distrito aéreo), hubo un RLB-Gruppe (grupo RLB) bajo un líder ayudado por 46 miembros de personal a tiempo completo.
- Para cada Regierungsbezirk, había un RLB-Bezirksgruppe (grupo regional).
- La organización básica era el RLB-Revier, uno para cada distrito policial en las ciudades, o el RLB-Gemeinde-Gruppe, uno para cada municipio urbano o rural del resto del país. En el caso de una ciudad con varios precintos, la organización de la ciudad se llamó RLB-Ortsgruppe (grupo local). Varios grupos municipales formaron un RLB-Ortskreisgruppe, uno para cada Landkreis. Cada Ortsgruppe y Ortskreisgruppe tenían un líder y un personal de nueve miembros, de los cuales cinco eran empleados asalariados a tiempo completo.
- Las organizaciones básicas tenían un número variado de Untergruppen (subgrupos) divididos en Blocke (bloques) bajo Blockwarte (guardianes de bloque) que controlaban y se vinculaban con un número de Luftschutzgemeinschafte (comunidades de protección contra ataques aéreos) bajo Luftschutzwarte (guardianes de ataques aéreos). Cada comunidad consistía en un edificio de apartamentos o varios edificios más pequeños, aunque un complejo de apartamentos grande podría tener varias comunidades. Además del alcaide, la comunidad debe tener un alcaide asistente, bomberos de la casa, ayudantes y mensajeros como escuadrón de primera intervención. El deber en estos escuadrones era obligatorio (Notdienstpflicht) para la población civil.